# Marienberg
Marienberg és una localitat alemanya, situada al sud de Saxònia. Fins a l'agost del 2008 era la capital del districte de Mittlerer Erzgebirgskreis (en català, "Districte de les Muntanyes Metal·líferes Centrals") i, des d'aquesta data, forma part del nou districte d'Erzgebirgskreis. Segons el cens de 2007, tenia 14.181 habitants.

## Evolució demogràfica
| Any      | 1697  | 1815  | 1834  | 1982   | 1998   | 2006   |
| -------- | ----- | ----- | ----- | ------ | ------ | ------ |
| Població | 2 500 | 3 387 | 3 684 | 17 505 | 15 670 | 14 005 |

## Barris
| - Ansprung - Dörfel - Gebirge - Gelobtland - Grundau - Hüttengrund | - Kühnhaide - Lauta - Lauterbach - Niederlauterstein - Pobershau - Reitzenhain | - Rittersberg - Rübenau - Satzung - Sorgau - Zöblitz |

## Personalitats
- David Pohle, compositor barroc nascut a Marienberg l'any 1624.

## Ciutats agermanades
- Lingen (Alemanya)
- Bad Marienberg (Alemanya)
- Most (República Txeca)
- Dorog (Hongria)

## Patrimoni

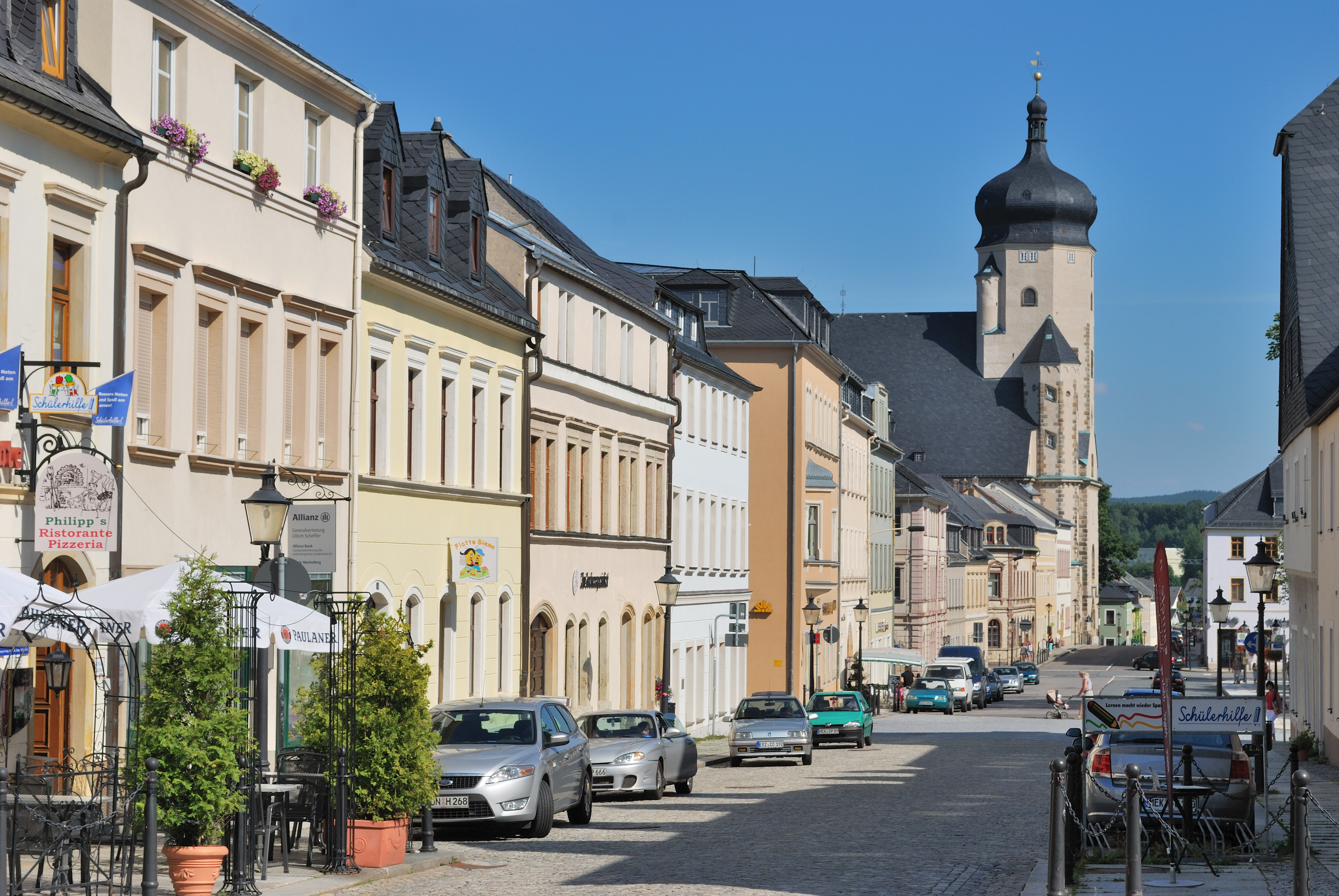
Marienberg, la Zschopauer Straßi i l'església de St. Marien.
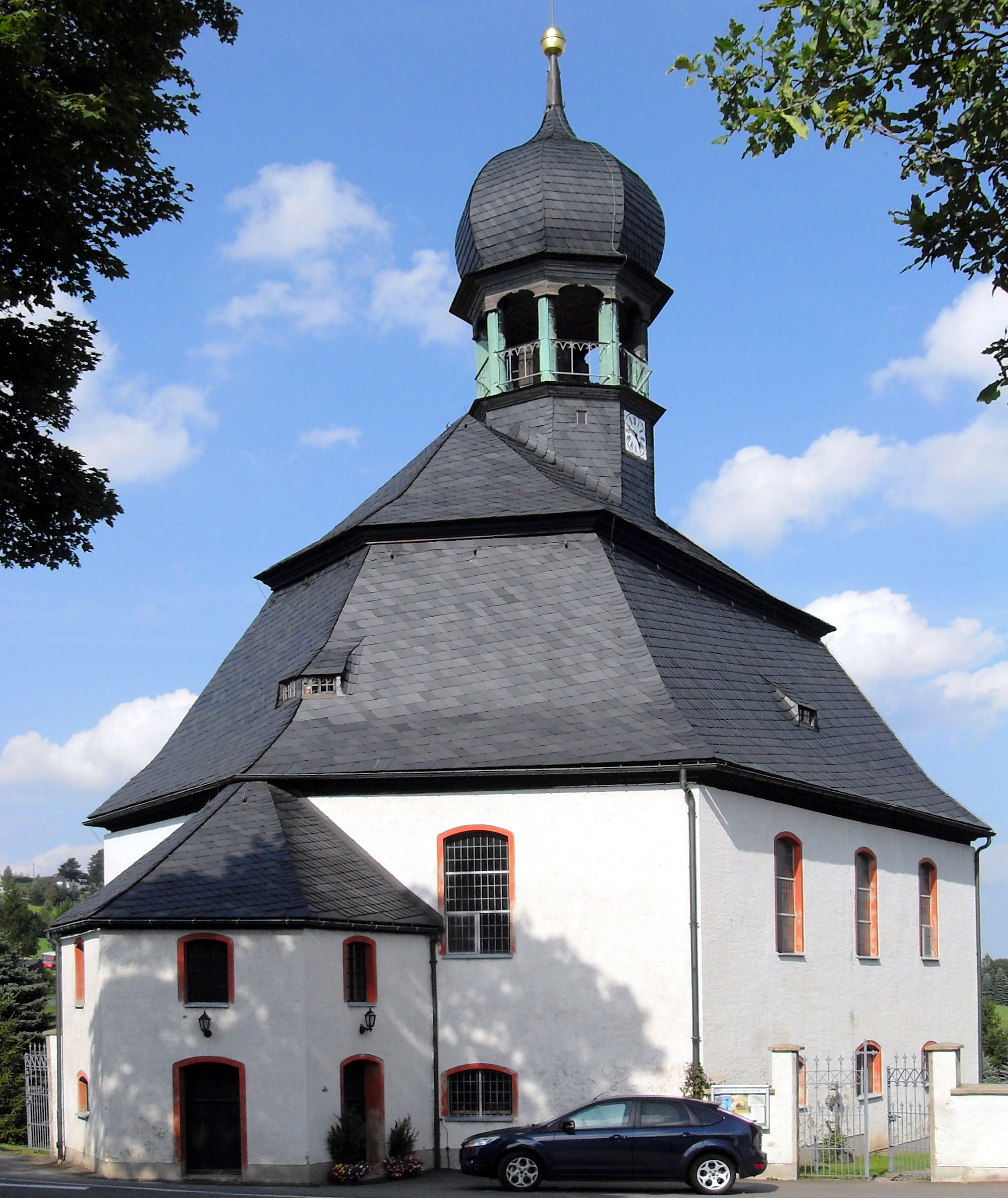
L'església de Marienberg-Rübenau.
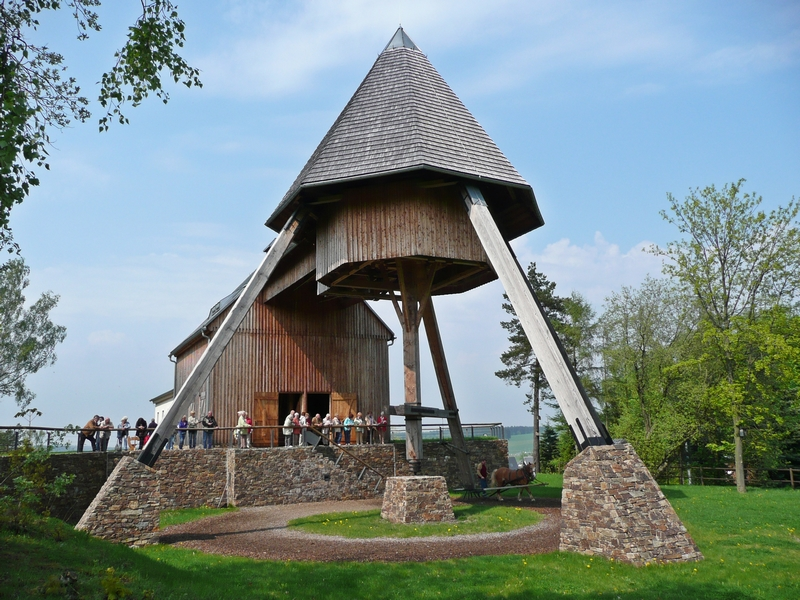
Reconstrucció d'un baritel a Lauta.